# БМ-21К
БМ-21К — українська модернізація радянської установки залпового вогню БМ-21 «Град» на шасі КрАЗ-260 із чотиридверною кабіною.

## Історія
БМ-21К створена державним підприємством 100-й ХАРЗ сумісно з КБ ім. Морозова. Робота по створенню БМ-21 К почалася в 2001 році. Було прийняте рішення поміняти російську автомобільну базу Урал-375 на українську КрАЗ-260 з 4-х дверною кабіною підвищеного комфорту.
У грудні 2008 на державному рівні було прийняте рішення відносно виготовлення і проведення заводських випробувань в Харкові.
Після проходження випробувань на Яворівському воєнному полігоні буде налагоджене її серійне виробництво.Випробування відбулись влітку 2009 року.
2011 року перші БМ-21К почали поступати до війська.
У 2014 році стало зрозуміло, що українські БМ-21К у ході експлуатації та бойового застосування частково витратили моторесурс.

## Вартість
Експертна оцінка нового зразка озброєння становить 1 млн гривень.

## Тактико-технічні характеристики
Потужність двигуна, в порівнянні з «Градом», збільшена на 60 к.с., і має 240 к.с., запас ходу був збільшений з 400 до 500 км. Суттєвим є те, що кожному з 5-ти членів екіпажу створені комфортні умови для роботи в бою. Основними перевагами БМ-21 К, за даними її авторів, є збільшення її дальності ураження цілі від 20 до 40 км, нова система швидкого перезарядження, можливість ведення точного вогню з максимальною похибкою 90 метрів на відстані 40 км, поява супутникової системи спостереження і наведення на об'єкт, а також підвищення керованості реактивними пострілами.